# Batnaya

Batnaya (syriska:ܒܬܢܝܐ) är en assyrisk by på Nineveslätten i norra Irak, cirka 22 km norr om staden Mosul. Dess befolkning tillhör den Kaldeisk-katolska kyrkan.